# بیچکوفکا
بیچکوفکا (انگلیسی: Bychkovka) یک شهرک در شهرستان سالاواتسکی استان باشقیرستان کشور روسیه است.